# 베트남계 폴란드인
베트남계 폴란드인(폴란드어: Wietnamczycy w Polsce)은 베트남에 기원을 둔 폴란드인들을 지칭하는 말이다.

## 같이 보기
- 분류:베트남계 폴란드인